# Liste rouge régionale des papillons diurnes du Nord-Pas-de-Calais
Cette liste rouge régionale des papillons de jour est issue d'un travail collaboratif entre le Groupe Ornithologique et Naturaliste du Nord Pas de Calais, le Conservatoire d'espaces naturels du Nord et du Pas-de-Calais et le Conservatoire faunistique régional. Elle a été labellisée par le comité français de l'UICN qui a donné un avis favorable à ce travail d'évaluation et validée par le Conseil scientifique régional du patrimoine naturel en octobre 2014.
Parmi les 94 espèces observées dans la région Nord-Pas-de-Calais, 28 n'ont pu être évaluées faute de données suffisantes. 
Sur les 66 restantes, 15 sont inscrites sur la Liste rouge des espèces menacées (RE/RE ?, CR, EN et VU), soit 23 % des espèces évaluées. 
Si on y ajoute les espèces quasi-menacées (NT), près de 40 % des papillons de jour sont considérés comme menacés ou proches de l’être, révélant une situation « critique » pour la faune régionale des papillons diurnes.
La comparaison de ces taux régionaux de menace aux 9 % des papillons, 11 % des scarabées et 14 % des libellules menacés d’extinction à échelle européenne selon l’UICN montre une vulnérabilité accrue des papillons de jour dans cette région .

## Espèce éteinte au niveau régional (RE)
- Fabriciana adippe (Denis & Schiffermüller, 1775)

Moyen nacré
- Erebia medusa (Denis & Schiffermüller, 1775)

Moiré franconien
- Aporia crataegi (Linnaeus, 1758)

Gazé

## Espèce présumée éteinte au niveau régional (RE?)
- Limenitis populi (Linnaeus, 1758)

Grand Sylvain

## Espèce en danger critique (CR)
Espèces confrontées à un risque très élevé de disparition
- Thymelicus acteon (Rottemburg, 1775)

Actéon
- Hesperia comma (Linnaeus, 1758)

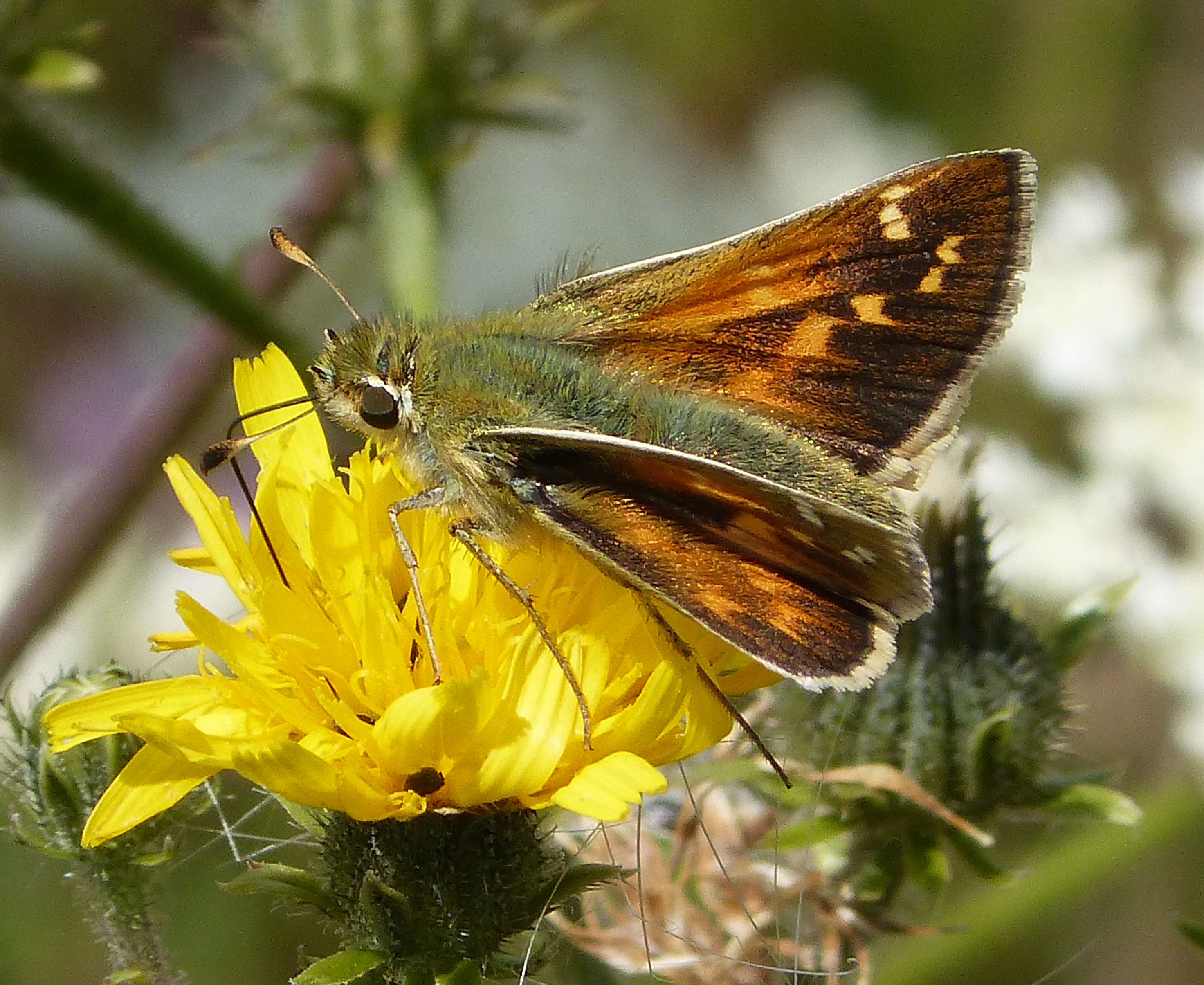
Virgule

## Espèces en danger (EN)
Espèces confrontées à un risque élevé de disparition
- Speyeria aglaja (Linnaeus, 1758)

Grand Nacré
- Plebejus argus (Linnaeus, 1758)

Azuré de l'ajonc
- Satyrium ilicis (Esper, 1779)

Thécla de l'yeuse
- Boloria euphrosyne (Linnaeus, 1758)

Grand collier argenté
- Euphydryas aurinia (Rottemburg, 1775)

Damier de la succise
- Melitaea diamina (Lang, 1789)

Damier noir

## Espèce vulnérable (VU)
Espèce confrontée à un risque relativement élevé de disparition
- Boloria dia (Linnaeus, 1767)

Petite violette
- Spialia sertorius (Hoffmannsegg, 1804)

Hespérie des sanguisorbes
- Coenonympha arcania (Linnaeus, 1761)

Céphale

## Espèces quasi-menacées (NT)
Espèces qui pourraient devenir menacées si des mesures spécifiques de conservation n’étaient pas prises.
- Hamearis lucina (Linnaeus, 1758)

Lucine
- Carterocephalus palaemon (Pallas, 1771)

Echiquier
- Thymelicus sylvestris (Poda, 1761)

Bande noire
- Cupido minimus (Fuessly, 1775)

Argus frêle
- Lycaena tityrus (Poda, 1761)

Argus myope
- Polyommatus bellargus (Rottemburg, 1775)

Azuré bleu céleste
- Boloria selene (Denis & Schiffermüller, 1775)

Petit collier argenté
- Hipparchia semele (Linnaeus, 1758)

Agreste
- Lasiommata megera (Linnaeus, 1767)

Mégère (La), Satyre (Le)